# Клештан, Саша
Са́ша Бра́йан Кле́штан (англ. Sacha Bryan Kljestan, серб. Saša Klještan / Саша Кљештан; 9 сентября 1985, Хантингтон-Бич, Калифорния) — американский футболист сербского происхождения, полузащитник. Выступал за сборную США.

## Ранние годы
В Университете Ситон-Холл Саша играл за футбольную команду «Ситон-Холл Пайретс».
В 2005 году за клуб «Ориндж Каунти Блю Стар» в USL Premier Development League сыграл 2 матча и забил 1 гол.

## Карьера

### В клубах
На Супердрафте MLS 2006 Клештан был выбран под пятым номером клубом «Чивас США». Его профессиональный дебют состоялся 2 апреля 2006 года в матче первого тура сезона против «Реал Солт-Лейк». 7 апреля 2007 года в матче стартового тура сезона против «Торонто» он забил свой первый гол в MLS. Всего за «Чивас США» Саша провёл 114 матчей, забив 15 мячей.
В июне 2010 года «Андерлехт» купил игрока и Клештан переехал в Бельгию, подписав четырёхлетний контракт. В первом сезоне 2010/11 он сыграл 27 матчей и забил 3 гола.
28 января 2015 года Клештан перешёл в клуб MLS «Нью-Йорк Ред Буллз». Дебютировал за ньюйоркцев 8 марта в матче первого тура сезона 2015 против «Спортинга Канзас-Сити». 17 апреля в матче против «Сан-Хосе Эртквейкс» забил свой первый гол за «Ред Буллз». 15 февраля 2017 года Клештан был выбран капитаном «Нью-Йорк Ред Буллз».
3 января 2018 года «Нью-Йорк Ред Буллз» обменял Клештана с доплатой $150 тыс. целевых распределительных средств в «Орландо Сити» на Карлоса Риваса и Томми Реддинга. За «львов» он дебютировал 17 марта в матче против «Нью-Йорк Сити». 8 апреля в матче против «Портленд Тимберс» забил свой первый гол за «Сити». По окончании сезона 2019 контракт Клештана с «Орландо Сити» истёк.
11 декабря 2019 года Клештан на правах свободного агента подписал контракт с «Лос-Анджелес Гэлакси». Дебютировал за «Гэлакси» 29 февраля 2020 года в матче стартового тура сезона против «Хьюстон Динамо». 18 апреля 2021 года в матче стартового тура сезона против «Интер Майами» забил свой первый гол за «Гэлакси». По окончании сезона 2021 срок контракта Клештана с «Лос-Анджелес Гэлакси» истёк и стороны начали переговоры относительно сезона 2022, которые увенчались 15 декабря согласованием однолетнего продления контракта. По окончании сезона 2022 контракт Клештана с «Лос-Анджелес Гэлакси» истёк.
5 января 2023 года Саша Клештан объявил о завершении футбольной карьеры.

### В сборной
В 2005 году Саша выступал за молодёжную сборную США на чемпионате мира. На турнире он провёл 2 матча. Во встрече против Италии в 1/16 финала Клештан забил гол в свои ворота.
За первую сборную он дебютировал 2 июня 2007 года в товарищеской встрече против Китая. Первым турниром Саши стал Кубок Америки 2007 года. На нём США в группе заняли последнее место с тремя поражениями.
На Олимпийских играх 2008 года Саша сыграл в 3 матчах и забил 2 мяча.
Первые голы за сборную он забил 24 января 2009 года: в поединке со Швецией Саша сделал хет-трик. На Кубке конфедераций 2009 года и Золотом кубке КОНКАКАФ 2011 года Клештан завоевал серебряные медали.

## Личная жизнь
Отец Саши Клештана Славко серб, жил в Боснии и Герцеговине и на полупрофессиональном уровне играл за «Железничар» из Сараево.
Его старший брат Гордон — также футболист.
В 2009 году он появился на обложке североамериканской версии игры FIFA 10.

## Достижения
Командные
 «Андерлехт»
- Чемпион Бельгии (3): 2011/12, 2012/13, 2013/14
- Обладатель Суперкубка Бельгии (4): 2010, 2012, 2013, 2014

 «Нью-Йорк Ред Буллз»
- Победитель регулярного чемпионата MLS (1): 2015

Личные
- Молодой футболист года в США: 2008
- Член символической сборной MLS: 2008[44], 2016[45][46]
- Участник Матча всех звёзд MLS: 2016[47]